# Moser (St. Aubin)
Moser is een historisch merk van motorfietsen en inbouwmotoren.
De bedrijfsnaam was Motoren & Motorräderfabrik Fritz Moser, St. Aubin (1902-1935).

## Voorgeschiedenis
Fritz Moser was van oorsprong klokkenmaker en vanaf 1899 werkte hij enkele jaren bij inbouwmotoren-fabrikant Zedel in St. Aubin. Hij begon in het begin van de twintigste eeuw zijn eigen bedrijf.

## Motorfietsen en inbouwmotoren
| Aan de andere kant van dit motorblok staat het "klavertje" van Automoto, maar de letters "STAS" verraden de ware afkomst: ST Aubin, Schweitz |

Zijn eerste motorfietsen hadden een zijklepmotor met al gecommandeerde kleppen. Ze waren meteen succesvol in heuvelklim-wedstrijden. Moser-motoren werden snel populair als inbouwmotor bij andere merken. 
In de jaren twintig hoorde Moser samen met Motosacoche tot de grootste Zwitserse fabrieken van inbouwmotoren. Bijzonder succesvol waren de 123- en 173 cc kopklep-eencilinderblokken en motorfietsen, maar Moser leverde ook grotere kopkleppers tot 498 cc. Hoewel Moser-inbouwmotoren vooral in Italië populair waren, werden ze ook door Hercules in Neurenberg gebruikt. De fabriek werd in 1932 door Allegro overgenomen. Dit eveneens Zwitserse merk zette de Moser-productie in 1935 stil.
- Er was nog een merk met de naam Moser, zie Moser (Mattighofen).